# Kavango Oost
Kavango Oost is een bestuurlijke regio in Namibië die in augustus 2013 ontstond doordat de voormalige regio Kavango opgesplitst werd in Kavango Oost en Kavango West.
De naam van de regio is afgeleid van de rivier de Okavango.
Kavango Oost is opgedeeld in de volgende kieskrinegen: Mashare, Mukwe, Ndiyona, Rundu Rural East, Rundu Rural West, Rundu Urban, en Ndonga Linena.
Zambezi · Erongo · Hardap · ǁKaras · Kavango Oost · Kavango West · Khomas · Kunene · Ohangwena · Omaheke · Omusati · Oshana · Oshikoto · Otjozondjupa